# دژ مودلین
دژ مودلین (به لهستانی: Twierdza Modlin) یکی از بزرگترین و مهم‌ترین دژهای لهستان است که در ۵۰ کیلومتری شمال ورشو و در مجل تلاقی رودهای نارف و ویستولا قرار گرفته‌است.

## تاریخچه
اولین بار در سال ۱۶۵۶ نیروهای سوئدی که در حال جنگ در خاک لسهتان بودند یک دژ نظامی را در محل تلاقی دو رود ویستولا و نارف ساختند که نهایتاً با شکست آن‌ها در سال ۱۶۶۰ ویران شد. تا ۱۵۰ سال بعد دژ مهمی در این ناحیه احداث نشد اما با تجزیه لهستان امپراتوری روسیه برنامه‌هایی را برای احداث دژهای دفاعی در این ناحیه شروع کرد که در آن زمان به سرانجام رسید. طی سال‌های بعد و با ورود قوای فرانسوی به فرماندهی ناپلئون بناپارت دوک‌نشین ورشو در سال ۱۸۰۷ تأسیس شد و فرانسوی‌ها برنامه جدی برای احداث دژهایی در این ناحیه را آغاز کردند.

### دوران فرانسوی‌ها
با ورود فرانسوی‌ها به خاک لهستان به سرعت برنامه مستحکم کردن مرز با روسیه تزاری به وسیله احداث دژهایی شروع شد. هدف از ساخت این دژها جلوگیری از تهاجم روسیه به سمت غرب و همچنین پشتیبانی از نیروهای فرانسوی در صورت تهاجم به روسیه بود. در سال ۱۸۰۶ ناپلئون دستور احداث دژهایی در محل تلاقی رودهای ویستولا و نارف را صادر کرد. این دژها که قرار بود در دو جزیره بر روی رود ساخته شوند باید به عنوان مرکز پشتیبانی عملیات ارتش فرانسه در پروس و روسیه شامل انبارهای بزرگ غله و مهمات می‌بودند. برنامه ساخت دژها به سرعت آغاز شد اما تصمیم گرفته شد به جای جزایر، در قسمت شمالی رود ویستولا عملیات ساخت و ساز صورت بگیرد. عملیات عمرانی در سال ۱۸۰۶ آغاز گشت اما طی سال‌های ابتدایی به کندی پیش می‌رفت و سه سال بعد بود که اولین جانپناه‌ها و دیوارها آماده گشتند. در همان سال و پس از نبرد راشن قوای لهستانی به این دژ پناه آوردند که توانست از نابودی آنان جلوگیری کند. مدت کوتاهی بعد، حلقه بیرونی دفاعی در شرق رود ویستولا آماده شد که شامل سنگرهای نیم دایره تقویت شده به کمک حصارهای چوبی و پنج باستیون بود. همچنین در سمت غرب رود ویستولا دو سر پل مهم مستحکم گشتند.
در سال ۱۸۱۰ نظر ناپلئون تغییر کرد و او تصمیم گرفت مودلین را تبدیل به یک دژ اساسی در حلقه دفاعی خود بکند. تهاجم ناپلئون به روسیه نزدیک بود و از همین روکار به سرعت آغاز شد تا یک حلقه مستحکم بیرونی برای دفاع از دژ ساخته شود. در سال ۱۸۱۱ نزدیک به ۱۹۰۰۰ نفر در عملیات ساخت دژ مشارکت داشتند که سال بعد و مدت کوتاهی قبل از آغاز حمله فرانسه به روسیه تعدادشان از بیست هزار نفر هم تجاوز کرد. برنامه فرانسوی‌ها شامل ایجاد سه دژ نیمه مستقل جدید و تعدادی باستیون برای تقویت دژ اصلی و مقابله در برابر توپ‌های سنگین بود که هیچگاه به صورت کامل ساخته نشد.
با شکست فرانسه در مقابل روس‌ها در ۵ فوریه ۱۸۱۳ میلادی ۳۶۰۰۰ سرباز روس به این دژ رسیدند و محاصره آن شروع شد و پس از ۱۰ ماه محاصره دژ مودلین به عنوان آخرین استحکامات فرانسوی‌ها در حاشیه رود ویستولا سقوط کرد.

### دوران انجمن لهستان
در سال ۱۸۱۵ لهستان کنگره به عنوان جزوی از امپراتوری روسیه تشکیل شد و دژ به کنترل آن درآمد. این دولت که خودمختاری قابل توجهی داشت برای خود ارتشی داشت و عملیات‌های عمرانی کوچکی را در دژ انجام داد. طی قیام نوامبر در سال ۱۸۳۰ میلادی، دژ که تحت کنترل نیروهای لهستانی بود برای مقاومت در برابر ارتش روسیه آماده شد اما روس‌ها تهاجمی را به دژ انجام ندادند. در نهایت دژ مودلین در ۹ اکتبر ۱۸۳۱ به عنوان یکی از آخرین نقاط تحت تصرف لهستانی‌ها تسلیم قوای روس شد.

### دوران روس‌ها

مجموعه استحکامات در ناحیه ورشو شامل دژهای مودلین و ورشو. نواحی خاکستری هیچگاه ساخته نشدند و دژ ورشو نیز در سال ۱۹۱۴ غیر عملیاتی شد

بعد از سرکوب قیام نوامبر کنترل روسیه تزاری بر انجمن لهستان به شدت افزایش یافت. دژ به پادگان نیروهای روس تغییر پیدا کرد تا هم بتواند در مقابل قیام‌های آتی لهستانی‌ها مقاومت کند و هم جزئی از سلسله دژهای دفاعی روسیه در مرزهای غربی‌اش باشد. طی سال‌های ۱۸۳۲ تا ۱۸۴۱ عملیات عمرانی وسیعی در دژ انجام شد و نام آن به Novogeorgievsk تغییر پیدا کرد.
در دهه ۱۸۸۰ میلادی با ایجاد اتحاد سه‌گانه بار دیگر تنش‌ها میان روسیه تزاری و همسایگانش بالا گرفت. برای دفاع در برابر تهاجم احتمالی از سمت غرب، روسیه شروع به گسترش و نوسازی دژ کرد. در طول این دهه ۸ دژ کوچکتر به مجموعه اضافه شدند که حلقه‌ای به طول ۲ تا ۴ کیلومتر را در حوالی دژ اصلی می‌ساختند. در همین زمان در داخل مجموعه و اطراف ناحیه ورشو نیز امکانات دفاعی جدیدی احداث گشتند.
پس از شکست در جنگ روسیه و ژاپن، سیاست‌های دفاعی روسیه تزاری به چالش کشیده شد. توپ‌ها حالا می‌توانستند از فواصلی بسیاری دور اقدام به گلوله‌باران دژها بکنند و حلقه بیرونی دژها که برای محافظت از دژ اصلی در برابر بمباران ساخته شده بود اکنون دیگر فایده‌ای نداشت. بر این اساس پیشنهاد شد تا سیستم دژهای دفاعی روسیه از بین برود اما این نظر رد شد. در عوض ۸۰۰ میلیون روبل برای ارتقا مجموعه استحکامات دژ مودلین در نظر گرفته شد تا یک حلقه دفاعی جدید و تعداد زیادی توپ به سیستم دفاعی دژ اضافه گردد. عملیات عمرانی شدیدی از سال ۱۹۱۲ میلادی آغاز گشت که تا هنگام نزدیک شدن نیروهای آلمانی به دژ در سال ۱۹۱۵ طی جنگ جهانی اول ادامه یافت. قرار بود در صورت عقب‌نشینی نیروهای روسیه از لهستان این دژ به عنوان مرکزی برای مقاومت در برابر ارتش آلمان باقی بماند.
عملیات عمرانی در این دوره با سرعت و شدت زیادی انجام می‌گشت و به همین جهت مصالح کیفیت مطلوبی نداشتند و تمامی نواحی مسلح نشدند اما با وجود همه این‌ها دژ مودلین یکی از بهترین و بزرگترین دژهای اروپا در هنگام شروع جنگ جهانی دوم بود که انتظار می‌رفت حتی در صورت محاصره بتواند تا ماه‌ها مقاومت کند.

## جنگ جهانی اول

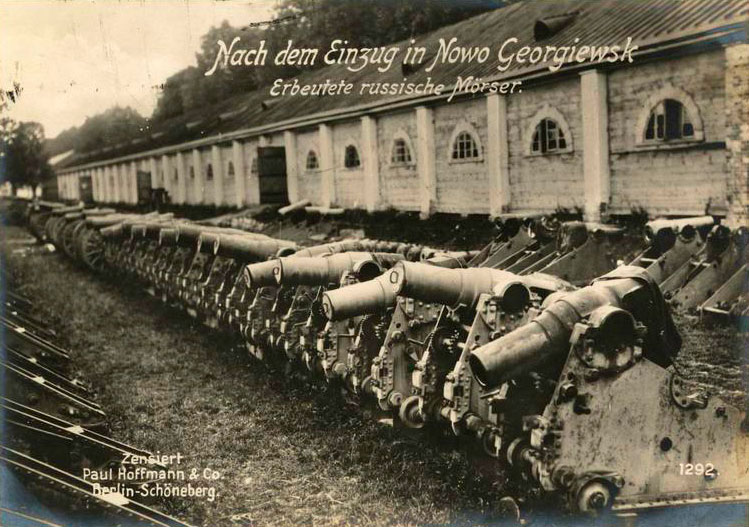
توپ‌های غنیمتی توسط ارتش آلمان پس از فتح دژ

در تابستان سال ۱۹۱۵ میلادی نیروهای ارتش روسیه که توان مقاومت در برابر نیروهای آلمانی را نداشتند با این مسئله روبرو گشتند که یا باید دست به تخلیه لهستان بزنند یا آنکه که خطر انهدام تمام نیروهایشان را بپذیرند. مسئله مهم دژهای نظامی واقع در خاک لهستان و به خصوص دژ مودلین (Novogeorgievsk) بود. این دژ نماد حاکمیت روسیه بر لهستان شناخته می‌شد و در صورت تخلیه آن به اعتبار امپراتوری روسیه تزاری خدشه وارد می‌شد، همچنین در صورت تخلیه لهستان توانایی روسیه در هنگام مذاکرات پایان جنگ برای تصرف نواحی جدید کاهش می‌یافت.
فرمانده بخش لهستان، ژنرال میخائیل الکسیف به خوبی می‌دانست که نیروهای حاضر در دژ به محاصره خواهند افتاد و تسخیر ناپذیری دژ مودلین افسانه‌ای بیش نیست. با این حال او نیروهای پادگان را برای دفاع از دژ باقی گذاشت. نیروهای روس ۹۰۰۰۰ سرباز از چهار لشکر مختلف را شامل می‌شدند که در تاریخ ۵ اوت شهر ورشو را تخلیه کردند و به داخل دژ عقب نشستند. آلمانی‌ها نیز ۸۰۰۰۰ سرباز به همراه تعدادی توپ قدرتمند را مأمور به محاصره دژ کردند.
در روز ۱۰ اوت نیروهای آلمانی به اطراف دژ رسیدند و چند روز بعد بمباران متمرکز دژ آغاز گشت. به صورت اتفاقی در همان روزهای ابتدایی سر مهندس دژ توسط نیروهای آلمانی اسیر شد و نقشه‌ها و موقعیت دفاعی دژ را در اختیار نیروهای آلمانی قرار داد. آلمانی‌ها تهاجم ابتدایی به سه دژ کوچک‌تر را انجام دادند و توانستند دو عدد را تسخیر کنند، پس از آن نیروهای روس به دژ اصلی پناه بردند اما چون امیدی برای رسیدن نیروهای کمکی وجود نداشت و ناتوانی دژ برای مقاومت در برابر نیروهای آلمانی محرز بود در روز ۲۰ اوت سال ۱۹۱۵ میلادی پادگان دژ تسلیم گشت. پس از سقوط دژ ۱۶۰۰ توپ به همراه یک میلیون گلوله توپ و تمام پادگان دژ که ۳۰ ژنرال در میان آن‌ها حضور داشتند به دست آلمانی‌ها افتاد.

## پس از جنگ جهانی اول
پس از پایان جنگ جهانی اول دژ مودلین جزوی از کشور تازه تأسیس لهستان شد و برای مقابله با تهاجم از سمت شمال به سمت پایتخت، دژ را با سنگرهای نوین ضد تانک و ضدهوایی تجهیز کردند. علاوه بر این، دژ مودلین یکی از مراکز مهم نظامی و آموزشی ارتش لهستان بود.
طی تهاجم به لهستان نبرد مودلین در این دژ میان نیروهای آلمانی و نیروهای لهستانی حاضر در دژ رخ داد که در نهایت منجر به تسلیم دژ به عنوان یکی از آخرین نقاط مقاومت ارتش لهستان شد.

## امروزه
اکنون قسمت‌هایی از این دژ به روی عموم باز است اما هنوز هم ارتش لهستان در درون مجموعه دژ تعداد زیادی ساختمان و امکانات دارد. فرودگاه مودلین که در درون مجموعه است از سال ۲۰۱۲ به عنوان دومین فرودگاه غیرنظامی ورشو مورد استفاده قرار گرفت. قسمت‌های رها شده استحکامات در وضعیت خوبی قرار ندارند و در حال نابودی هستند، با این حال ساختمان دژ در سال ۲۰۱۳ به یک سرمایه‌گذار خصوصی فروخته شد.